# لالکوان
لالکوان (به انگلیسی: Lalkuan) یک منطقهٔ مسکونی در هند است که در بخش نینیتال واقع شده‌است. لالکوان ۷٬۶۴۴ نفر جمعیت دارد و ۳۷۱ متر بالاتر از سطح دریا واقع شده‌است.